# 하이트 (맥주)

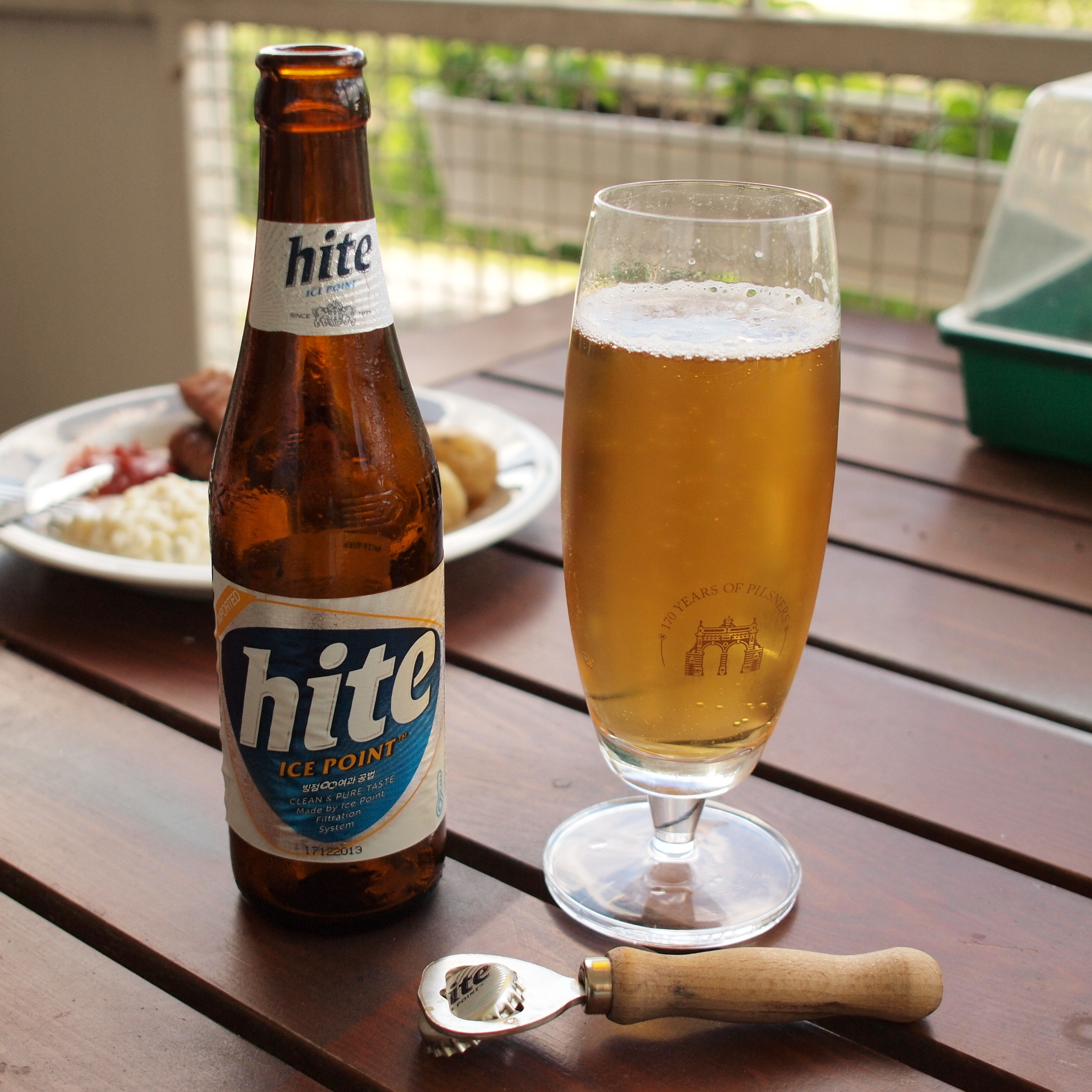
하이트

하이트(Hite)는 하이트진로에서 생산, 판매하는 맥주 브랜드이며, 1993년 처음 출시하였다.

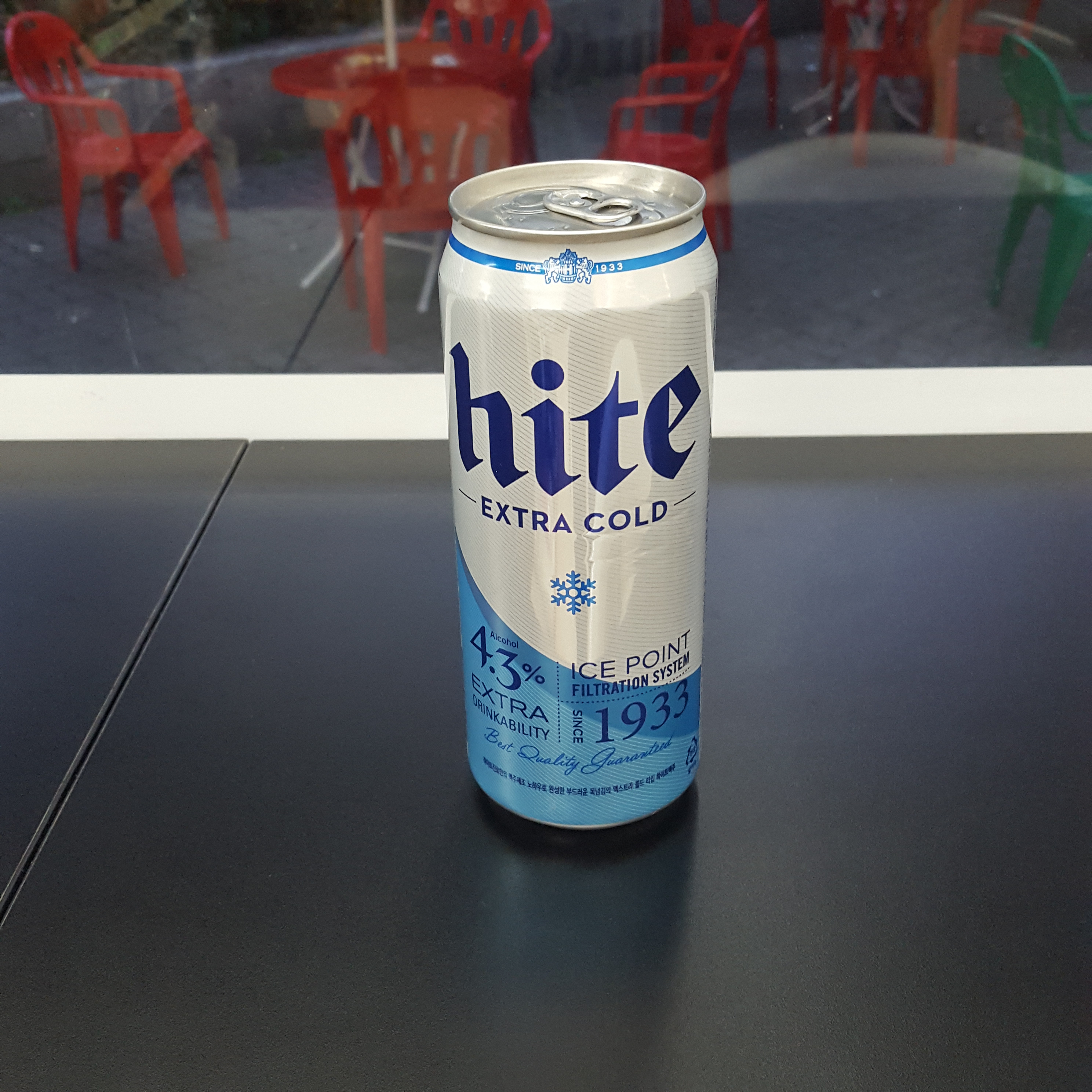
하이트 엑스트라 콜드 캔

2016년 명칭을 하이트 엑스트라 콜드(Hite Extra Cold)로 바꾸었다.